# غابرييل بيطار
غابرييل بيطار هو لاعب كرة قدم لبناني وكندي في مركز الهجوم، ولد في 23 أغسطس 1998 في أوتاوا في كندا. لعب مع نادي كافالري.

## وصلات خارجية
- غابرييل بيطار على موقع قاعدة بيانات كرة القدم.إي يو (الإنجليزية)
- غابرييل بيطار على موقع ناشيونال فوتبول تيمز (الإنجليزية)
- غابرييل بيطار على موقع Soccerway.com (الإنجليزية)
- غابرييل بيطار على موقع عالم كرة القدم.نت (الإنجليزية)
- غابرييل بيطار على موقع GSA (الإنجليزية)